# Jászkarajenő
Jászkarajenő es un pueblo húngaro perteneciente al distrito de Cegléd, condado de Pest.

## Superficie
Cuenta con una superficie de 65,15 km².

## Demografía
Hasta 2024 la población era de 2492 habitantes, con una densidad de población de 38,25 hab/km².
| Gráfica de evolución demográfica de Jászkarajenő entre 2020 y 2024 |
|                                                                    |
| Datos según la Oficina Central de Estadística de Hungría.          |